# Sphingicampa xanthochroia
Sphingicampa xanthochroia är en fjärilsart som beskrevs av Dyar 1912. Sphingicampa xanthochroia ingår i släktet Sphingicampa och familjen påfågelsspinnare. Inga underarter finns listade i Catalogue of Life.